# 아캄프로세이트
아캄프로세이트(Acamprosate)는 알코올 의존증 치료에 쓰이는 CNS(중추 신경계) 해독제이다.

## 적응증
- 심리적 상담과 병행하여 알코올 의존증 치료를 위한 금주 유지 요법제

## 작용 기전
- NMDA 수용체 차단제로 대표적 흥분성 신경전달물질인 글루타메이트(glutamate)를 억제하면서, 알코올 금단 증상을 억제하는 효과가 있다.